# Пјер Жансен
Пјер Жил Сезар Жансен (фр. Pierre Jules César Janssen; 22. фебруар 1824 — 23. децембар 1907) био је француски астроном. Сматра се значајним научником 19. века због открића хелијума и истраживања помрачења Сунца. Жансен је 1875. именован за директора нове астрофизичке опсерваторије коју је основала француска влада у Медону. Такође је био председник Астрономског друштва Француске две године.